# Coppa del Mondo giovani di slittino 2013
La Coppa del Mondo giovani di slittino 2012/2013 fu la sedicesima edizione del circuito mondiale dello slittino relativo alla categoria giovani, manifestazione organizzata annualmente dalla FIL; iniziò il 7 dicembre 2012 a Lillehammer in Norvegia e si concluse il 15 febbraio 2013 a Winterberg in Germania e si svolse in contemporanea alla medesima competizione riservata agli juniores. Si disputarono diciotto gare: sei prove nel singolo donne, sei nel singolo uomini e sei nel doppio in sei differenti località; per stilare la graduatoria finale venne scartato il peggior risultato di coloro che disputarono tutte le tappe.
Le coppe di cristallo, trofeo conferito ai vincitori del circuito, furono assegnate alla tedesca Jessica Tiebel per quanto concerne il singolo donne, al connazionale Anton Schreiber nel singolo uomini ed alla coppia slovacca formata da Jakub Šimoňák e Patrik Tomaško nel doppio.

## Calendario
| Tappa  | Località             | Pista                           | Data             | Singolo | Singolo | Doppio |
| Tappa  | Località             | Pista                           | Data             | Donne   | Uomini  | Doppio |
| ------ | -------------------- | ------------------------------- | ---------------- | ------- | ------- | ------ |
| 1      | Lillehammer          | Pista olimpica di Lillehammer   | 7 dicembre 2012  | ●       | ●       | ●      |
| 2      | Schönau am Königssee | Eisarena Königssee              | 15 dicembre 2012 | ●       | ●       | ●      |
| 3      | Calgary              | Pista del Canada Olympic Park   | 24 gennaio 2013  | ●       | ●       | ●      |
| 4      | Oberhof              | Pista di Oberhof                | 1º febbraio 2013 | ●       | ●       | ●      |
| 5      | Innsbruck            | Olympia Eiskanal Innsbruck-Igls | 8 febbraio 2013  | ●       | ●       | ●      |
| 6      | Winterberg           | Eisarena Winterberg             | 15 febbraio 2013 | ●       | ●       | ●      |
| Totale | Totale               | Totale                          | Totale           | 6       | 6       | 6      |

## Risultati

### Singolo donne
| Data             | Località             | Nazione  | Prima classificata          | Seconda classificata          | Terza classificata     | RU    |
| ---------------- | -------------------- | -------- | --------------------------- | ----------------------------- | ---------------------- | ----- |
| 7 dicembre 2012  | Lillehammer          | Norvegia | Lilija Burmistrova Russia   | Alise Evelīna Mitkus Lettonia | Jenna Spencer Canada   | [ 4 ] |
| 15 dicembre 2012 | Schönau am Königssee | Germania | Nadine Kadner Germania      | Jessica Tiebel Germania       | Julia Taubitz Germania | [ 5 ] |
| 24 gennaio 2013  | Calgary              | Canada   | Theresa Buckley Stati Uniti | Jenna Spencer Canada          | Rachel Klassen Canada  | [ 6 ] |
| 1º febbraio 2013 | Oberhof              | Germania | Jessica Tiebel Germania     | Julia Taubitz Germania        | Nadine Kadner Germania | [ 7 ] |
| 8 febbraio 2013  | Innsbruck            | Austria  | Julia Taubitz Germania      | Jessica Tiebel Germania       | Jenna Spencer Canada   | [ 8 ] |
| 15 febbraio 2013 | Winterberg           | Germania | Jessica Tiebel Germania     | Julia Taubitz Germania        | Ulla Zirne Lettonia    | [ 9 ] |

### Singolo uomini
| Data             | Località             | Nazione  | Primo classificato       | Secondo classificato     | Terzo classificato           | RU     |
| ---------------- | -------------------- | -------- | ------------------------ | ------------------------ | ---------------------------- | ------ |
| 7 dicembre 2012  | Lillehammer          | Norvegia | Theo Gruber Italia       | Il'ja Ščuckij Russia     | Alexander Ferlazzo Australia | [ 10 ] |
| 15 dicembre 2012 | Schönau am Königssee | Germania | Markus Hummer Germania   | Nico Gleirscher Austria  | Maximilian Jung Germania     | [ 5 ]  |
| 24 gennaio 2013  | Calgary              | Canada   | Greg Doucette Canada     | Tim Stone Canada         | Riley Stohr Stati Uniti      | [ 11 ] |
| 1º febbraio 2013 | Oberhof              | Germania | Anton Schreiber Germania | Riley Stohr Stati Uniti  | Evgenij Evdokimov Russia     | [ 12 ] |
| 8 febbraio 2013  | Innsbruck            | Austria  | Nico Gleirscher Austria  | Anton Schreiber Germania | Riley Stohr Stati Uniti      | [ 13 ] |
| 15 febbraio 2013 | Winterberg           | Germania | Anton Schreiber Germania | Riley Stohr Stati Uniti  | Lucas Geyer Germania         | [ 14 ] |

### Doppio
| Data             | Località             | Nazione  | Primi classificati                         | Secondi classificati                        | Terzi classificati                      | RU     |
| ---------------- | -------------------- | -------- | ------------------------------------------ | ------------------------------------------- | --------------------------------------- | ------ |
| 7 dicembre 2012  | Lillehammer          | Norvegia | Stanislav Mal'cev Oleg Faschutdinov Russia | Justin Krewson Tristan Jeskanen Stati Uniti | Jakub Šimoňák Patrik Tomaško Slovacchia | [ 15 ] |
| 15 dicembre 2012 | Schönau am Königssee | Germania | Evgenij Evdokimov Aleksej Grošev Russia    | Jakub Šimoňák Patrik Tomaško Slovacchia     | Philip Srokos Felix Lasch Germania      | [ 5 ]  |
| 24 gennaio 2013  | Calgary              | Canada   | Jakub Šimoňák Patrik Tomaško Slovacchia    | Justin Krewson Tristan Jeskanen Stati Uniti | –                                       | [ 16 ] |
| 1º febbraio 2013 | Oberhof              | Germania | Nico Semmler Johannes Pfeiffer Germania    | Evgenij Evdokimov Aleksej Grošev Russia     | Philip Srokos Felix Lasch Germania      | [ 17 ] |
| 8 febbraio 2013  | Innsbruck            | Austria  | Nico Semmler Johannes Pfeiffer Germania    | Philip Srokos Felix Lasch Germania          | Jakub Šimoňák Patrik Tomaško Slovacchia | [ 18 ] |
| 15 febbraio 2013 | Winterberg           | Germania | Evgenij Evdokimov Aleksej Grošev Russia    | Nico Semmler Johanes Pfeiffer Germania      | Philip Srokos Felix Lasch Germania      | [ 19 ] |

## Classifiche

### Singolo donne
| Pos. | Nome                 | Nazione     | Risultati ottenuti | Risultati ottenuti | Risultati ottenuti | Risultati ottenuti | Risultati ottenuti | Risultati ottenuti | Punti totali |
| Pos. | Nome                 | Nazione     | LIL                | KÖN                | CAL                | OBE                | INN                | WIN                | Punti totali |
| ---- | -------------------- | ----------- | ------------------ | ------------------ | ------------------ | ------------------ | ------------------ | ------------------ | ------------ |
| 1    | Jessica Tiebel       | Germania    | –                  | 2                  | –                  | 1                  | 2                  | 1                  | 370          |
| 2    | Jenna Spencer        | Canada      | 3                  | 4                  | 2                  | 4                  | 3                  | 7                  | 345          |
| 3    | Julia Taubitz        | Germania    | –                  | 3                  | –                  | 2                  | 1                  | 2                  | 340          |
| 4    | Nadine Kadner        | Germania    | –                  | 1                  | –                  | 3                  | 6                  | 4                  | 280          |
| 5    | Lilija Burmistrova   | Russia      | 1                  | 5                  | –                  | –                  | 4                  | 5                  | 270          |
| 6    | Theresa Buckley      | Stati Uniti | DNF                | 7                  | 1                  | 5                  | 24                 | 6                  | 268          |
| 7    | Alise Evelīna Mitkus | Lettonia    | 2                  | 8                  | –                  | 11                 | 7                  | 16                 | 232          |
| 8    | Natalie Maag         | Svizzera    | 4                  | 6                  | –                  | 7                  | 8                  | 12                 | 230          |
| 9    | Katarína Šimoňáková  | Slovacchia  | 8                  | DNF                | 4                  | 10                 | 15                 | 11                 | 198          |
| 10   | Olesja Michajlenko   | Russia      | 11                 | 9                  | –                  | 6                  | 9                  | 18                 | 185          |

### Singolo uomini
| Pos. | Nome              | Nazione     | Risultati ottenuti | Risultati ottenuti | Risultati ottenuti | Risultati ottenuti | Risultati ottenuti | Risultati ottenuti | Punti totali |
| Pos. | Nome              | Nazione     | LIL                | KÖN                | CAL                | OBE                | INN                | WIN                | Punti totali |
| ---- | ----------------- | ----------- | ------------------ | ------------------ | ------------------ | ------------------ | ------------------ | ------------------ | ------------ |
| 1    | Anton Schreiber   | Germania    | –                  | 4                  | –                  | 1                  | 2                  | 1                  | 345          |
| 2    | Riley Stohr       | Stati Uniti | DNF                | DNF                | 3                  | 2                  | 3                  | 2                  | 310          |
| 3    | Nico Gleirscher   | Austria     | –                  | 2                  | –                  | 7                  | 1                  | 6                  | 281          |
| 4    | Tim Stone         | Canada      | 8                  | 7                  | 2                  | 8                  | 11                 | 7                  | 261          |
| 5    | Theo Gruber       | Italia      | 1                  | 10                 | –                  | 10                 | 9                  | 8                  | 253          |
| 6    | Maximilian Jung   | Germania    | –                  | 3                  | –                  | 4                  | 4                  | 5                  | 245          |
| 7    | Il'ja Ščuckij     | Russia      | 2                  | 12                 | –                  | 14                 | 5                  | 9                  | 239          |
| 8    | Evgenij Evdokimov | Russia      | 5                  | 11                 | –                  | 3                  | 6                  | 17                 | 233          |
| 9    | Jakub Šimoňák     | Slovacchia  | 4                  | 13                 | 5                  | 6                  | 17                 | 12                 | 227          |
| 10   | Lucas Geyer       | Germania    | –                  | 8                  | –                  | 5                  | 7                  | 3                  | 213          |

### Doppio
| Pos. | Nome                                  | Nazione     | Risultati ottenuti | Risultati ottenuti | Risultati ottenuti | Risultati ottenuti | Risultati ottenuti | Risultati ottenuti | Punti totali |
| Pos. | Nome                                  | Nazione     | LIL                | KÖN                | CAL                | OBE                | INN                | WIN                | Punti totali |
| ---- | ------------------------------------- | ----------- | ------------------ | ------------------ | ------------------ | ------------------ | ------------------ | ------------------ | ------------ |
| 1    | Jakub Šimoňák Patrik Tomaško          | Slovacchia  | 3                  | 2                  | 1                  | 4                  | 3                  | 4                  | 385          |
| 2    | Nico Semmler Johannes Pfeiffer        | Germania    | –                  | 4                  | –                  | 1                  | 1                  | 2                  | 345          |
| 3    | Justin Krewson Tristan Jeskanen       | Stati Uniti | 2                  | 5                  | 2                  | 5                  | 4                  | 6                  | 340          |
| 3    | Evgenij Evdokimov Aleksej Grošev      | Russia      | –                  | 1                  | –                  | 2                  | 5                  | 1                  | 340          |
| 5    | Philip Srokos Felix Lasch             | Germania    | –                  | 3                  | –                  | 3                  | 2                  | 3                  | 295          |
| 6    | Roman Radčenkov Ihor Lehedza          | Ucraina     | DSQ                | 6                  | –                  | 7                  | 8                  | 8                  | 180          |
| 7    | Yumit Maksut Jordan Dimitrov          | Bulgaria    | –                  | 9                  | –                  | 9                  | 6                  | 7                  | 174          |
| 8    | Wojciech Chmielewski Mateusz Żakowicz | Polonia     | 4                  | 7                  | –                  | –                  | 10                 | –                  | 142          |
| 9    | Serhej Danyk Andrij Kryštal'          | Ucraina     | –                  | 10                 | –                  | 8                  | 9                  | –                  | 117          |
| 10   | Ralfs Bērziņš Andis Andrejonoks       | Lettonia    | –                  | –                  | –                  | 6                  | DNF                | 5                  | 105          |